# Perga vollenhovii
Perga vollenhovii – gatunek błonkówki z rodziny Pergidae.

## Taksonomia
Gatunek ten został opisany w 1880 roku przez J. Westwooda. Jako miejsce typowe podano miasto "Australazję". Syntypem był samiec. ten sam autor, w tym samym roku, opisał ten gatunek również pod nazwą Perga walkerii (miej. typ. Sydney, syntypem była samica), obie nazwy zostały zsynonimizowane przez R. Bensona w 1939.

## Zasięg występowania
Australia, występuje we wsch. części kraju w stanach Queensland i Nowa Południowa Walia.

## Biologia i ekologia
Rośliną żywicielską jest Eucalyptus crebra z rodziny mirtowatych.